# Pseudoplumaria
Pseudoplumaria är ett släkte av nässeldjur. Pseudoplumaria ingår i familjen Plumulariidae.
Kladogram enligt Catalogue of Life:
| Pseudoplumaria | \| \| Pseudoplumaria marocana \| \| \| \| \| \| Pseudoplumaria sabinae \| \| \| \| |
|                | \| \| Pseudoplumaria marocana \| \| \| \| \| \| Pseudoplumaria sabinae \| \| \| \| |
|                | Callicarpa                                                                         |
|                |                                                                                    |
|                | Cladacanthella                                                                     |
|                |                                                                                    |
|                | Dentitheca                                                                         |
|                |                                                                                    |
|                | Hippurella                                                                         |
|                |                                                                                    |
|                | Lytocarpus                                                                         |
|                |                                                                                    |
|                | Nematophorus                                                                       |
|                |                                                                                    |
|                | Nemertesia                                                                         |
|                |                                                                                    |
|                | Plumularia                                                                         |
|                |                                                                                    |
|                | Polyplumaria                                                                       |
|                |                                                                                    |
|                | Sibogella                                                                          |
|                |                                                                                    |
|                | Pseudoplumaria marocana                                                            |
|                |                                                                                    |
|                | Pseudoplumaria sabinae                                                             |
|                |                                                                                    |

|  | Pseudoplumaria marocana |
|  |                         |
|  | Pseudoplumaria sabinae  |
|  |                         |